# ジョン・グルーデン
ジョン・デイビッド・グルーデン（Jon David Gruden、1963年8月17日 - ）はアメリカ合衆国オハイオ州サンダスキー出身のアメリカンフットボールコーチ。1998年よりNFLのラスベガス・レイダース（当時はオークランド・レイダース）のヘッドコーチを務め、2002年にタンパベイ・バッカニアーズのヘッドコーチに就任。その年のスーパーボウル（第36回スーパーボウル）で古巣レイダースを倒して制覇した。当時39歳だったことから、NFL史上最も若いスーパーボウル優勝ヘッドコーチとなった。2008年限りでバッカニアーズを退団し、2018年より再びレイダースで指揮を取った。2021年10月11日、2010年に送った人種差別的、同性愛差別的、女性差別的なEメールが原因で辞任した。この問題を受けて、バッカニアーズはグルーデンのリング・オブ・オナー選出を抹消した。